# ألويسيوس ليليوس
ألويسيوس ليليوس (بالإنجليزية: Aloysius Lilius) (حوالي 1510 - 1576)، الذي يشار إليه أيضًا بشكل مختلف باسم لويجي ليليو، لويجي جيجليو كان طبيب ايطالي و فلكي وفيلسوف و عالم تسلسل زمني وكان أيضًا «المؤلف الأساسي» الذي قدم الاقتراح الذي (بعد التعديلات) أصبح أساس إصلاح التقويم الميلادي لعام 1582.
سميت فوهة ليليوس على القمر باسمه، وكذلك الكويكب ليليو 2346. في علوم الحاسب، التاريخ الليلي هو عدد الأيام منذ اعتماد التقويم الميلادي في 15 أكتوبر 1582.

## حياته وأعماله
لا يُعرف الكثير عن حياه المبكرة. من المعروف أنه جاء من كالابريا بإيطاليا من سييرو. درس الطب وعلم الفلك في نابولي، وبعد ذلك خدم إيرل كارافا. استقر في فيرونا وتوفي عام 1576. على الرغم من أنه كان لا يزال على قيد الحياة وقت تقديم اقتراحه في روما، لا يبدو أنه قدم العرض؛ تم التعامل معه من قبل شقيقه أنطونيو، وهو أيضًا طبيب وعالم فلك.
يُعرف في المقام الأول باسم مخترع التقويم الميلادي: لقد كتب الاقتراح الذي (بعد التعديلات) اعتمد إصلاح التقويم على أساسه. قدم أنطونيو شقيق ليليو المخطوطة إلى البابا غريغوريوس الثالث عشر؛ تم تمريره إلى لجنة إصلاح التقويم في عام 1575. أصدرت اللجنة ملخصًا مطبوعًا بعنوان خلاصة وافية لخطة جديدة لإعادة التقويم، طُبع في عام 1577 وتم تعميمه داخل العالم الكاثوليكي الروماني في أوائل عام 1578 كوثيقة استشارية. من غير المعروف أن مخطوطة ليليو بعنوان «الملخص» قد نجت؛ والتي تعتبر أقرب مصدر معروف لتفاصيله.
كان عام 2010 هو العام الـ500 منذ ولادة ليليوس؛ تم تنظيم العديد من الأنشطة من قبل علماء الفلك الإيطاليين من أجل التعرف على العمل العظيم الذي قام به. على وجه الخصوص، في توريتا دي كروكولي (كروتوني، إيطاليا) ، تم إنشاء مجموعة فلكية جديدة وتخصيصها للويجي ليليو.